# Freirichter
Die Freirichter des Glatzer Landes bzw. seit 1459 der Grafschaft Glatz waren eine privilegierte Klasse von Grundbesitzern, die als Dritter Stand dem Glatzer Landtag angehörten.

## Geschichte
Die Geschichte der Freirichter hängt mit der Besiedlung des zu Böhmen gehörenden Glatzer Kessels mit Deutschen zusammen. Sie begann unter König Wenzel I. und wurde von seinem Sohn Ottokar II. Přemysl intensiviert. Die Zuweisung von Land an die Lokatoren erfolgte durch den Glatzer Burggrafen in seiner Eigenschaft als königlicher Statthalter.
Die Freirichter stammten zumeist von den deutschen Lokatoren ab, denen für den Einsatz bei der Urbarmachung und Besiedlung von zugewiesenem Land vom böhmischen König besondere Rechte eingeräumt wurden. Sie erhielten bis zu sechs Hufen Land und andere Privilegien und waren u. a. verpflichtet, Abgaben für den Grund- bzw. Landesherrn einzuziehen. Demgegenüber wurden die damals schon existierenden tschechischen Dörfer um Glatz erst allmählich zu Deutschem Recht umgesetzt. Sie lagen überwiegend entlang der Straßenverbindungen westlich durch das Tal der Reinerzer Weistritz nach Prag und südlich durch das Tal der Glatzer Neiße nach Brünn und blieben sog. Kammerdörfer, denen ein von der Herrschaft eingesetzter Schulze vorstand. In den neu gegründeten oder zu Deutschem Recht umgewandelten Städten bekleidete der Vogt eine dem Freirichter vergleichbare Position. Seit der ersten Hälfte des 14. Jahrhunderts bestand der „Verband der Vögte und Richter“, der auf die Einhaltung und Durchsetzung der Privilegien achtete.
Erstmals urkundlich erwähnt wurden die Freirichter im Jahre 1337. Die für sie geltenden Rechtsnormen waren bis in das 14. Jahrhundert mündlich überliefert. Schriftlich niedergelegt wurde deren Rechtsstatus – unter Berufung auf älteres Recht – erstmals durch den böhmischen König Karl IV. am 13. Juli 1348. Neben der Bestätigung der bisherigen Privilegien versprach der König in diesem Dokument den Vögten, Richtern und Scholzen des Glatzer Landes, ihr Land nie mehr von der Krone Böhmen zu trennen, zu verkaufen oder zu verpfänden. Dieses Versprechen brach der König jedoch schon zwei Jahre später, als sein Freund und Prager Erzbischof Ernst von Pardubitz die ihm und seinen zwei Smil und Wilhelm von  von Pardubitz gehörenden Dörfer Batzdorf und Niederschwedeldorf dem Augustiner-Chorherrenstift Glatz schenkte. Da alle Untertanen dieser Dörfer zukünftig der Gerichtsbarkeit ihrer neuen Grundherren unterstehen sollten, schenkte der König die beiden Freirichter dem Erzbischof, der sie mit seiner Stiftung verbinden sollte. Obwohl sich beide Freirichter diesem Vorhaben widersetzten, mussten sie sich schließlich auf Befehl des Königs dem Augustiner-Chorherrenstift unterwerfen.
Im Gegensatz zu den Freirichtern besaß der Adel seine Güter nur als königliches Lehnsgut, über das er nicht frei verfügen konnte, und das Lehen konnte nur in männlicher Linie vererbt werden. Soweit keine Nachkommen vorhanden waren, fiel es beim Tod des Besitzers an die Böhmische Kammer zurück. Deshalb waren Adelige häufig bemüht, die privilegierten Freirichtergüter zu erwerben. Auch die Städte und das Glatzer Jesuitenkolleg eigneten sich aus diesem Grunde Freirichtereien an. Andererseits stiegen einzelne Freirichter wegen ihres Reichtums und ihres Ansehens in den Niederen Adel auf. Die Freirichter unterstanden dem Gericht in Glatz. Eine Besonderheit war, dass sie nach den Rittern und dem Klerus als Dritter Stand dem Glatzer Landtag angehörten.
Im Ständeaufstand von 1618 standen die meisten Freirichter auf Seiten der Aufständischen. Sie wählten den Oberlangenauer Freirichter Hans Wolf zu ihrem Anführer, der sich bei der Verteidigung von Habelschwerdt besondere Verdienste erworben hatte. Nachdem die Kaiserlichen 1622 die Grafschaft Glatz zurückerobern konnten, wurden im Jahre 1625 49 Freirichter zum Verlust von bis zu zwei Dritteln ihrer Güter oder zu Geldstrafen verurteilt. Da sich fast alle Freirichter zum evangelischen Glauben bekannten, wurden sie vor die Alternative gestellt, katholisch zu werden oder auszuwandern. Durch diese Maßnahmen sowie durch die kriegsbedingten Plünderungen und Kontributionen verarmten die Richterfamilien. Zudem verloren die Freirichter ihre Standeseigenschaft an die Immediat-Städte.
Die zunächst ebenfalls verlorenen Privilegien erhielten sie am 7. Mai 1652 nach Zahlung einer größeren Geldsumme von Kaiser Ferdinand III. in dessen Eigenschaft als König von Böhmen zurück. Zu den Sonderrechten zählten – je nach verbrieftem Recht – das Brauurbar, der Ausschank, verschiedene Handwerke, die Hasen- und Fuchsjagd, die Vogelstellerei und die Fischerei. In den nachfolgenden Jahrzehnten gingen zahlreiche Freirichtereien, die den Charakter selbständiger Güter hatten, in Adelsbesitz über. Die Richtergüter Friedersdorf und Schreckendorf wurden zu Rittergütern erhoben. Nach Aufhebung der Leibeigenschaft verloren die verbliebenen Freirichtereien ihre Sonderrechte. Sie wurden als selbständige Gutsbezirke weitergeführt.

## Das Richtergut
Das Freirichtergut war rechtlich selbständig und unabhängig und mit Dominialrechten ausgestattet. Zu seinem Besitz gehörten neben Ländereien und Wäldern auch Mühlen, Handwerksstätten, häufig auch ein Kretscham, die Braugerechtigkeit und das Fischereirecht. Die dem Richtergut unterstellten Untertanen mussten dem Richter Zins zahlen und waren auch zu Dienstleistungen verpflichtet. Das Richtergut und die damit verbundenen Privilegien konnten frei an Kinder beiderlei Geschlechts vererbt werden. Bei einem Verkauf wurden die Rechte mitverkauft, d. h., sie blieben bei dem jeweiligen Hofanteil. Die Güter waren steuerfrei, lediglich auf die neu hinzugekommenen Grundbesitzungen mussten Steuern entrichtet werden. Sie wurden deshalb als Zinshuben bezeichnet.

## Richteramt
Die Freirichter standen dem Dorfgericht vor, das aus Schöffen bestand, die von den Dorfbewohnern gewählt wurden. Das Dorfgericht besaß neben der Polizeigewalt auch die Niedere Gerichtsbarkeit. Die Freirichter waren in der Rechtspflege völlig unabhängig vom Gutsherrn bzw. den Adligen, die über das Dorf herrschten. Von den verhängten Bußgeldern erhielt der Freirichter ein Drittel, die anderen zwei Drittel der Gutsherr. Den Freirichtern unterstanden nur die Freibauern des Dorfes. Nachdem es nach den Hussitenkriegen dem Adel gelang, auf seinen Gütern nach und nach neben der öffentlichen Gewalt auch die Gesetzgebung und die Verwaltung an sich zu reißen, ging das Richtergericht im 16. Jahrhundert zu Grunde.